# Хаскелл (округ, Техас)
Округ Хаскелл (англ. Haskell County) расположен в США, штате Техас. На 2000 год численность населения составляла 6093 человека. По оценке Бюро переписи населения США в 2009 году население округа составляло 5002 человека. Окружным центром является город Хаскелл.

## История
Округ Хаскелл был сформирован в 1858 году.

## География
По данными Бюро переписи населения США, площадь округа Хаскелл составляет 2338 км².

### Основные шоссе
- Шоссе 277
- Шоссе 380
- Автострада 6
- Автострада 222

### Соседние округа
- Нокс  (север)
- Трокмортон  (восток)
- Шакелфорд  (юго-восток)
- Джонс  (юг)
- Стонуолл  (запад)

## Демография
По данным переписи населения 2000 года в округе проживало 6093 жителя. Среди них 21,7 % составляли дети до 18 лет, 24,7 % люди возрастом более 65 лет. 52,8 % населения составляли женщины.
Национальный состав был следующим: 93,3 % белых, 4,3 % афроамериканцев, 0,9 % представителей коренных народов, 0,2 % азиатов, 24,5 % латиноамериканцев[уточнить]; 1,3 % населения являлись представителями двух или более рас.
Средний доход на душу населения в округе составлял 14 918 долларов. 22,2 % населения имело доход ниже прожиточного минимума. Средний доход на домохозяйство составлял 32 817 долларов.
Также 71,1 % взрослого населения имело законченное среднее образование, а 14,4 % имело высшее образование.